# Ulsan Mobis Phoebus
Ulsan Mobis Phoebus (Coreano: 울산 모비스 피버스) es un equipo de baloncesto coreano con sede en Ulsan, que compite en la KBL, la primera categoría del baloncesto del país. Su principal patrocinador es Hyundai Mobis.
El club se fundó en 1997 con la denominación de Busan Kia Enterprise, aunque en 2004 adoptó su denominación actual. Disputa sus partidos como local en el Dongcheon Arena, con capacidad para 6.234 espectadores.

## Palmarés

### Nacional
- KBL

Campeón (6): 1997, 2006–07, 2009–10, 2012–13, 2013–14, 2014–15
Finalista (3): 1997–98, 1998–99, 2005–06

### Continental
- FIBA Asia Champions Cup

Campeón (1): 1992
Finalista (1): 1997
- ABA Club Championship

Finalista (1): 2013

## Posiciones en Liga
| - 1997 - 1º - 1998 - 3.º - 1999 - 2.º - 2000 - 6.º - 2001 - 9.º - 2002 - 10.º - 2003 - 6.º - 2004 - 10.º | - 2005 - 8.º - 2006 - 2.º - 2007 - 1º - 2008 - 9.º - 2009 - 3.º - 2010 - 1º - 2011 - 8.º - 2012 - 5.º | - 2013 - 1º - 2014 - 1º - 2015 - 1º - 2016 - 2.º - 2017 - 4.º - 2018 - 4.º |